# 라파엘 레스메스
라파엘 레스메스 보베드(스페인어: Rafael Lesmes Bobed; 1926년 11월 9일, 세우타 ~ 2012년 10월 8일, 카스티야 이 레온 지방 바야돌리드)는 스페인의 전 축구 선수로, 현역 시절 수비수로 활동하였다.

## 클럽 경력
레스메스는 세우타 사람이다. 그는 라 리가에서 12시즌 활약하였는데, 바야돌리드에서 두 번으로 나누어 활동하였고, 레알 마드리드에서도 활동하였는데, 리그에서 263경기에 출전하였다. 그는 인근의 아틀레티코 테투안에서 프로 무대 첫 발을 떼었고, 1962년에 35세의 나이로 은퇴하였다.
레알 마드리드 소속으로, 레스메스는 유러피언컵을 5년 연속 우승한 주역이었다.

## 국가대표팀 경력
레스메스는 1950년 FIFA 월드컵에 참가한 스페인 국가대표팀 선수단의 일원이었지만, 이 대회에서 한 경기도 출전하지 못했다. 이후, 그는 5년 가까이 흘러서야 국가대표팀 첫 경기에 출전했는데, 그 경기는 1955년 3월 17일, 마드리드에서 1-2로 패한 프랑스와의 친선경기였다.
레스메스의 2번째이자 마지막으로 출전한 국가대표팀 경기는 북아일랜드와의 1958년 10월 15일 친선경기로, 이 경기에서 스페인이 6-2로 이겼다.

## 사생활과 최후
라파엘 레스메스의 친형 프란시스코도 축구 선수로, 수비수로 활동하였다. 흔히 레스메스 1호로 수식되던 그는 친동생과 4시즌 같은 구단에서 활동하였는데, 프로 선수 시절 바야돌리드에서만 활동하였고, 스페인 국가대표팀 경기에도 두 경기 출전하였다.
2012년 10월 8일, 라파엘은 86번째 생일을 1달 앞두고 바야돌리드에서 영면하였다.

## 수상
레알 마드리드
- 라 리가: 1953–54, 1954–55, 1956–57, 1957–58
- 유러피언컵: 1955–56, 1956–57, 1957–58, 1958–59, 1959–60
- 라틴배: 1955, 1957